# Yên Phụ (xã)
Yên Phụ là một xã thuộc huyện Yên Phong, tỉnh Bắc Ninh, Việt Nam.

## Địa lý
Xã Yên Phụ nằm phía tây huyện Yên Phong, cách trung tâm huyện lỵ Yên Phong 3 km, có vị trí địa lý: 
- Phía bắc và tây bắc giáp các xã Tam Giang, Hòa Tiến
- Phía đông giáp thị trấn Chờ
- Phía nam giáp xã Văn Môn
- Phía nam và tây nam giáp thành phố Hà Nội.

Dân số toàn xã có 10.707 người với 2.285 hộ (số liệu năm 2008). Xã có diện tích 5,63 km², trong đó đất canh tác nông nghiệp là 362,36 ha. Bình quân diện tích theo đầu người là 390 m².

## Hành chính
Xã Yên Phụ được chia thành 5 thôn: Cầu Gạo (tức Quế Lâm), Đức Lân, Cầu Giữa (ngõ Cầu và ngõ Giữa), An Tập (ngõ Đình và ngõ Đầu Làng), An Ninh (ngõ Giếng Lớn và ngõ Giếng Con).

## Lịch sử
Nguyên xưa, vùng đất này được gọi là An Ninh trang. Thời nhà Lê, tên xã được gọi là An Khang
Từ khoảng đầu thời nhà Nguyễn đến trước Cách mạng tháng 8, tên xã được gọi là Yên Phụ Thượng, tổng Hương La, huyện Yên Phong, tỉnh Bắc Ninh.
Thời kỳ sau Cách mạng tháng 8, theo chủ trương của Quốc hội Khóa I về việc mở rộng địa giới cấp cơ sở, năm 1948, xã Yên Phụ sáp nhập với các xã Yên Diên (Yên Vĩ và Diên Lộc), Hợp Tiến (Yên Tân và Yên Hậu), Đồng Nhân, Thành lập xã Hòa Tiến
Tháng 10 năm 1956, Yên Phụ được thành lập tách ra từ xã Hòa Tiến lấy tên là xã Hòa Bình .
Năm 1971, theo yêu cầu của người dân, tên xã được đổi lại là xã Yên Phụ.
Thời kỳ 1963 – 1996, Yên Phụ thuộc huyện Yên Phong, tỉnh Hà Bắc (Bắc Ninh và Bắc Giang).
Từ năm 1997, tỉnh Hà Bắc chia tách thành 2 tỉnh Bắc Ninh và Bắc Giang, Yên Phụ thuộc tỉnh Bắc Ninh.
Chùa Yên Phụ , Đền Núi , Miếu Bạch Kê , Điếm Trung Q.uân .

## Giao thông
Yên Phụ có hệ thống giao thông đường bộ rất thuận tiện. Con đường tỉnh lộ 286 (trước đây gọi là đường 16) đi từ Bắc Ninh tới Phù Lỗ (Hà Nội) chạy qua trung tâm xã. Phía Bắc của xã có đường cao tốc 18 chạy qua nối liền Yên Phụ với khu chế xuất Sóc Sơn và Sân bay Quốc tế Nội Bài (Hà Nội). Phía Đông có con đường liên xã ĐX1 nối liền Yên Phụ với Văn Môn và các xã khác trong huyện. Hiện nay còn có đường cao tốc 3B chạy qua.
Phía Tây của xã có đường liên huyện ĐH6 thông sang Đông Anh và vùng ngoại ô Hà Nội.

## Danh nhân
- Mật viện Chu Hi Thể
- Hàn Lâm Trương An Toàn
- Tư nghiệp Tô Chí Trung
- Thiếu khanh Nguyễn Tiến Liêu.